# Aleisanthia rupestris
Aleisanthia rupestris är en måreväxtart som först beskrevs av Henry Nicholas Ridley, och fick sitt nu gällande namn av Henry Nicholas Ridley. Aleisanthia rupestris ingår i släktet Aleisanthia och familjen måreväxter. Inga underarter finns listade i Catalogue of Life.